# ストップチャージングマリア
ストップチャージングマリア（Stopchargingmaria, 2011年3月26日 - ）は、アメリカ合衆国の競走馬、繁殖牝馬。2014年のコーチングクラブアメリカンオークス（G1）や、2015年のブリーダーズカップ・ディスタフ（G1）などで優勝した。

## 経歴
- 特記がない限り、競走はすべてダートコース。

### 出自
アイルハヴアナザーの生産で知られる馬産家ハーヴェイ・クラークと、ブルックデールファームの共同名義で生産されたサラブレッドの牝馬である。1歳時の2012年にキーンランドのセプテンバーセールに上場されて47,000ドルでウッドフォード・サラブレッズ社に落札され、翌年のオカラブリーダーズセール社のトレーニングセールに再び上場されると、今度はマイク・リポールの持つリポールステーブルに220,000ドルで落札された。ストップチャージングマリアの名前の由来は、リポールの妻マリアの爆買い癖に言及したものであった。

### 2歳時（2013年）
トッド・プレッチャー調教師に預けられたストップチャージングマリアのデビュー戦は、7月19日にサラトガ競馬場で行われた5.5ハロンの未勝利戦で、この競走において2着馬に5馬身半差をつけて勝利した。その後次々に重賞競走に登録され、9月1日に行われた2戦目のスピナウェイステークス（G1・サラトガ・7ハロン）では2着、続く10月5日のフリゼットステークス（G1・ベルモントパーク・8ハロン）では3着に入っている。
11月3日のアケダクト競馬場で行われたテンプティッドステークス（G3・8ハロン）において、ストップチャージングマリアは5頭立ての中単勝オッズ1.85倍の1番人気に据えられていた。ストップチャージングマリアはスタートからずっと先頭を維持し続け、最後には2着馬に10馬身3/4差という大差をつけてグレード競走初勝利を手にした。さらに続くデモワゼルステークス（G2・アケダクト・9ハロン）でも1番人気に支持され、先行抜け出しの競馬で2着馬ゴットラッキーをクビ差抑えて連勝を遂げた。

### 3歳時（2014年）
この年の初戦はフロリダ州から始動し、2月22日のデヴォナデールステークス（G2・ガルフストリームパーク・8.5ハロン）で5着、続くファンタジーステークス（G3・オークローンパーク・8.5ハロン）で4着となった。この結果から、陣営はケンタッキーオークスの回避を決定している。代わって登録された5月16日のブラックアイドスーザンステークス（G2・ピムリコ・9ハロン）にストップチャージングマリアは出走、中団に6番手つけて進む競馬から、最後の直線で先頭に立ったヴェロアモーレをクビ差捕らえて勝利を手にした。
その後マザーグースステークス（G1・チャーチルダウンズ・8.5ハロン）に登録されていたが、直前になってこれを回避している。次に登録されたコーチングクラブアメリカンオークス（G1・サラトガ・9ハロン）は6頭立てで行われ、その中でストップチャージングマリアは単勝オッズ2.2倍の1番人気に推され、エイコーンステークス3着から来た2番人気のアンブライドルドフォーエヴァー（単勝オッズ2.6倍）と人気を分け合っていた。1頭落鉄した馬がいたためレースの発走は遅れたが、スタートは問題なく切られ、まず先頭に穴人気のミスビサイルが飛び出していった。先頭はその後ミスビサイルとテイクザオッズという馬が競い合い、その後ろにストップチャージングマリア、またその後ろにアンブライドルドフォーエヴァーが縦に並ぶ展開でレースが進んでいった。ストップチャージングマリアは最終コーナーで進出を開始し、最後の直線に向き直ったところで後続に2馬身半差をつけて先頭に立っていた。そこからストップチャージングマリアはさらに伸び、最終的に2着に追い込んできたアンブライドルドフォーエヴァーに5馬身の差をつけて優勝、初のG1タイトルの座を手にした。
その次に登録された8月16日のアラバマステークス（G1・サラトガ・10ハロン）は9頭立てで行われ、ストップチャージングマリアは単勝オッズ2.0倍の断然1番人気に支持されていた。レースが始まるとサイズという馬とミスビサイルが先頭を争う展開になり、結果サイズが先手に立って進んでいた。ジョン・ヴェラスケスを鞍上に載せたストップチャージングマリアは内ラチ沿いの有利な位置を独占し、下がってきたミスビサイルを寄せ付けずに先頭集団につけていた。1マイルが過ぎたところで先頭に立ったストップチャージングマリアはそのまま先頭を維持し、最後の直線で追い上げてきたジョイントリターンという馬を3/4馬身差抑えてゴール、G1連勝を飾った。またこの勝利によって、プレッチャー調教師は北米で2人目となるステークス競走1000勝の記録を達成している。
その後コティリオンステークス（G1・パークスレーシング・8.5ハロン）に登録していたがこれを直前で回避、その代わりに古馬との混合戦であるベルデイムステークス（G1・ベルモントパーク・9ハロン）に出走したが、ベルギャランティに逃げ切られ8馬身半差の2着に敗れた。
9月30日、馬主のリポールはストップチャージングマリアをファシグ・ティプトンのノベンバーセールに上場することを発表した。そして実際に上場されたものの、落札希望価格であった3,150,000ドルに達しなかったため主取りとなった。それから少し後に、ルイス・コーテリスとキキ・コーテリスの所有するタウン・アンド・カントリーレーシング社に庭先取引で売り渡されている。

### 4歳時（2015年）
4歳シーズンの始動は遅く、4月4日にキーンランド競馬場で行われたマディソンステークス（G1・7ハロン）での2着から始まった。5月15日のアレールデュポンディスタフステークス（G3・ピムリコ・9ハロン）で同年の初勝利を挙げると、8月2日のシュヴィーハンデキャップ（G3・サラトガ・9ハロン）では前年の最優秀3歳牝馬のアンタッパブルを1馬身差で下して連勝を手にした。この2頭は8月29日のパーソナルエンスンステークス（G1・サラトガ・9ハロン）でも対決したが、勝ったのは3番人気だったデラウェアハンデキャップ勝ち馬のシアードラマで、1番人気だったストップチャージングマリアは4着に敗れている。
10月30日、この年のブリーダーズカップ・ディスタフ（G1・キーンランド・9ハロン）には15頭が揃い、1番人気には3連勝中のウェディングトーストが据えられ、ストップチャージングマリアは4番人気であった。スタートから先行集団につけて進んだストップチャージングマリアは最終コーナーから進出、そして最後の直線で先頭に立つと、追い上げてきたステラーウィンドをクビ差抑えてゴールした。最後の直線でストップチャージングマリアが斜行したため審議となったが、結果到達順位通りと確定され、ストップチャージングマリアが3度目のG1勝利を挙げた。

### 5歳時（2016年）
5歳時も始動は遅く、この年も4月9日のマディソンステークスから始動、シアードラマ相手にクビ差2着に敗れた。その後6月11日のオグデンフィップスステークス（G1・ベルモントパーク・8.5ハロン）で6着に敗れ、9月7日にタウン・アンド・カントリーレーシングの代表であるシャノン・ポッターにより引退が発表された。
11月、ストップチャージングマリアはファシグ・ティプトンのノベンバーセールに再び上場され、同セールでの牝馬としては初の200万ドル越えとなる280万ドルでスリーチムニーファームに落札された。

## 繁殖入り後
スリーチムニーファームで繁殖牝馬として繋養されていたが、タピットの仔を身籠った状態で2018年に再度ファシグ・ティプトンのノベンバーセールに上場され、440万ドルでウィスパーヒル牧場に落札された。2021年現在で2頭の仔を産んでいるが、現時点で目立った成績の馬は出ていない。

## 血統表
| ストップチャージングマリアの血統        | ストップチャージングマリアの血統     | ストップチャージングマリアの血統 | （血統表の出典） | （血統表の出典） |
| 父系                                    | ストームバード系                     | ストームバード系                 | ストームバード系 | [ § 2 ]          |
| 父 Tale of the Cat アメリカ 黒鹿毛 1994 | 父の父Storm Cat アメリカ 黒鹿毛 1983 | Storm Bird                       | Northern Dancer  | Northern Dancer  |
| 父 Tale of the Cat アメリカ 黒鹿毛 1994 | 父の父Storm Cat アメリカ 黒鹿毛 1983 | Storm Bird                       | South Ocean      |                  |
| 父 Tale of the Cat アメリカ 黒鹿毛 1994 | 父の父Storm Cat アメリカ 黒鹿毛 1983 | Terlingua                        | Secretariat      | Secretariat      |
| 父 Tale of the Cat アメリカ 黒鹿毛 1994 | 父の父Storm Cat アメリカ 黒鹿毛 1983 | Terlingua                        | Crimson Saint    |                  |
| 父 Tale of the Cat アメリカ 黒鹿毛 1994 | 父の母Yarn アメリカ 黒鹿毛 1987      | Mr. Prospector                   | Raise a Native   | Raise a Native   |
| 父 Tale of the Cat アメリカ 黒鹿毛 1994 | 父の母Yarn アメリカ 黒鹿毛 1987      | Mr. Prospector                   | Gold Digger      |                  |
| 父 Tale of the Cat アメリカ 黒鹿毛 1994 | 父の母Yarn アメリカ 黒鹿毛 1987      | Narrate                          | Honest Pleasure  | Honest Pleasure  |
| 父 Tale of the Cat アメリカ 黒鹿毛 1994 | 父の母Yarn アメリカ 黒鹿毛 1987      | Narrate                          | State            |                  |
| 母 Exotic Bloom アメリカ 鹿毛 2004      | 母の父Montbrook アメリカ 黒鹿毛 1990 | Buckaroo                         | Buckpasser       | Buckpasser       |
| 母 Exotic Bloom アメリカ 鹿毛 2004      | 母の父Montbrook アメリカ 黒鹿毛 1990 | Buckaroo                         | Stepping High    |                  |
| 母 Exotic Bloom アメリカ 鹿毛 2004      | 母の父Montbrook アメリカ 黒鹿毛 1990 | Secret Papers                    | Jet Diplomacy    | Jet Diplomacy    |
| 母 Exotic Bloom アメリカ 鹿毛 2004      | 母の父Montbrook アメリカ 黒鹿毛 1990 | Secret Papers                    | Attache Case     |                  |
| 母 Exotic Bloom アメリカ 鹿毛 2004      | 母の母Melegant アメリカ 黒鹿毛 1996  | Kris S.                          | Roberto          | Roberto          |
| 母 Exotic Bloom アメリカ 鹿毛 2004      | 母の母Melegant アメリカ 黒鹿毛 1996  | Kris S.                          | Sharp Queen      |                  |
| 母 Exotic Bloom アメリカ 鹿毛 2004      | 母の母Melegant アメリカ 黒鹿毛 1996  | Abidjan                          | Sir Ivor         | Sir Ivor         |
| 母 Exotic Bloom アメリカ 鹿毛 2004      | 母の母Melegant アメリカ 黒鹿毛 1996  | Abidjan                          | Flag Waver       |                  |
| 母系(F-No.)                             | (FN:11-g)                            | (FN:11-g)                        | (FN:11-g)        | [ § 3 ]          |
| 5代内の近親交配                         | アウトブリード                       | アウトブリード                   | アウトブリード   | [ § 4 ]          |
| 出典                                    | 1. 2. 3. 4.                          | 1. 2. 3. 4.                      | 1. 2. 3. 4.      | 1. 2. 3. 4.      |